# تروفا
طُرُوفة أو (نقحرة: تروفا) هي مدينة من مدن البرتغال. يبلغ عدد سكانها 38999 نسمة وذلك حسب إحصائيات سنة 2011. تبلغ مساحتها 72.02 كم².

## أعلام
- نونو سانتوس
- جواو بيدرو سيلفا
- ريوس
- ميغيل كاردوسو
- أندريه فيانا